# HD 330075
HD 330075 – gwiazda położona w gwiazdozbiorze Węgielnicy. Podobnie jak nasze Słońce jest to żółty karzeł, jednak jest nieco chłodniejsza i mniej jasna. Jest oddalona od Ziemi o ponad 163 lata świetlne. Ze względu na odległość, gwiazdę można zaobserwować tylko przez teleskop.
W 2003 roku odkryto planetę HD 330075 b okrążającą tę gwiazdę (o odkryciu poinformowano w 2004 roku).